# هوخ‌لاندرفین
هوخ‌لاندرفین (به هلندی: Hooglanderveen) یک منطقهٔ مسکونی در هلند است که در آمرسفورت واقع شده‌است. هوخ‌لاندرفین ۱٬۶۶۱ نفر جمعیت دارد.